# Oukat Chergui
Oukat Chergui är ett berg i Algeriet. Det ligger i provinsen Djelfa, i den norra delen av landet, 190 km söder om huvudstaden Alger. Toppen på Oukat Chergui är 1 191 meter över havet.